# Wacław Wajser
Wacław Wajser (ur. 28 września 1923 w Woźnikach Śląskich, zm. 1981) – polski reżyser i scenarzysta. 

## Życiorys
Był związany ze Studiem Filmów Rysunkowych w Bielsku-Białej. Reżyserował filmy i seriale takie jak Bolek i Lolek, Porwanie Baltazara Gąbki, Teczka, Bajka jutra, Czarne czy białe, Mały artysta, Nasz dziadzio i inne.

## Nagrody
- 1957 Nagroda tygodnika Ekran (czasopismo)
- 1976 Nagroda Ministra Spraw Zagranicznych